# Realismo literário
Realismo literário é um gênero literário, que tenta representar um tema da maneira mais próxima da realidade, evitando a ficção especulativa e elementos sobrenaturais. O gênero se originou com o movimento realista que se iniciou com a literatura francesa do Século XIX (Stendhal) e a literatura russa (Alexander Pushkin). O realismo literary tenta representar tópicos familiares como são. Autores realistas preferem representar atividades e experiências mundanas e banais.

## Contexto
Definido em linhas gerais como "a representação da realidade", o realismo nas artes é a tentativa de representar temas de forma verossímil, sem artificialidade e evitando convenções artisticas, bem como temas implausíveis, exóticos e sobrenaturais. O Realismo tem sido prevalente nas artes em muitos períodos, e é em grande parte uma questão de técnica e treinamento, e uma fuga à estilização. Nas artes visuais, o realismo ilusionista é a representação fiel de formas de vida, perspectiva, e os detalhes de luz e cor. Obras de arte realistas podem enfatizar o feio ou sórdido, como as obras de realismo social, regionalismo, ou realismo proletário. Houve vários movimentos realistas nas artes, como o estilo verismo de ópera, realismo literário, realismo teatral and neorrealismo italiano. O movimento de arte realista na pintura teve início na França na década de 1850, após a Revolução francesa de 1848. Os pintores realistas rejeitavam o Romantismo, que veio a dominar a arte e a literatura francesas, com raízes na segunda metade do século XVIII.
O realismo como movimento literários foi um fenômeno pós-1848, de acordo com seu primeiro teórico Jules-Français Champfleury. Esse movimento buscava reproduzir a "realidade objetiva", e tinha como foco a representação da vida quotidiana, primariamente entre as classes média e baixa da sociedade, sem a idealização romântica ou dramatização. Pode ser considerada uma tentativa geral de representar os sujeitos como são considerados a existência na terceira pessoa da realidade objetiva, sem embelezamento ou interpretação e "de acordo com regras seculares e empíricas." Desta forma, a abordagem inerentemente implica na crença de que tal realidade está ontologicamente independente dos esquemas conceituais do homem, práticas linguísticas e crenças, e portanto pode ser conhecida pelo artista, que pode representar esta "realidade" fidedignamente. De acordo com o crítico literário Ian Watt no seu livro, A ascensão do romance, o realismo moderno "parte do pressuposto de que a verdade pode ser descoberta pelo indivíduo pelos sentidos" e desta forma "tem suas origens em Descartes e Locke, e recebeu sua primeira formulação completa por Thomas Reid em meados do século XVIII."
Na Introdução d'A Comédia Humana (1842) Balzac "alega que a criação poética a criação científica são atividades intimamente ligadas, manifestando a tendência dos realistas em absorver métodos científicos". Os artistas do realismo usaram as conquistas da ciência contemporânea, a rigidez e precisão do método científico, de forma a entender a realidade. O espírito positivista na ciência pressupõe sentir desprezo em relação à metafísica, o culto ao facto, ao experimento e à prova, confiança na ciência e no progresso que ela traz, como também a vontade de dar uma form científica ao estudo do fenômeno social e moral."
No fim do século XVIII o Romantismo era uma revolta contra as normas sociais e políticas aristocrática do Iluminismo e uma reação contra a racionalização científica da natureza encontrada na filosofia dominante do século XVIII, como também uma reação à Revolução Industrial. Estava mais presente nas artes visuais, música, e literatura, mas teve um grande impacto na historiografia, educação e ciências naturais.
O realismo do século XIX foi por sua vez uma reação ao Romantismo, e por essa razão também é comumente referido de forma pejorativa como realismo tradicional ou "burguês". No entanto, nem todos os escritores da literatura Vitoriana produziram obras de realismo. A rigidez, convenções, e outras limitações do realismo vitoriano causaram por sua vez a revolta do modernismo. Tendo início por volta do ano de 1900, a força motriz da literatura modernista foi a crítica da ordem social e da visão de mundo da burguesia do século XIX, que foi contraposta com uma visão antirracionalista, antirrealista e antiburguesa.

## Subgêneros do realismo literário

### Realismo Social
O Realismo social é um movimento de arte internacional que inclui o trabalho de pintores, gravuristas, fotógrafos e cineastas que chamavam à atenção para as condições quotidianas da classe trabalhadora e dos pobres, e eram críticos das estruturas sociais que perpetuavam estas condições. Enquanto os estilos do movimento artístico variam de acordo com o local, quase sempre usa uma forma de realismo descritivo ou crítico.
Kitchen sink realism (ou kitchen sink drama) é um termo usado para descrever um movimento cultural britânico que se desenvolveu no final dos anos 50 e começo dos anos 60 no teatro, arte, romance, filme e teleteatro, que usava uma formade de realismo social. Seus protagonistas podem ser geralmente descritos como jovens homens raivosos, e por vezes mostrava as situações domésticas de britânicos da classe trabalhadora vivendo em casas de aluguel apertadas e passando seu tempo livre bebendo em pubs sujos, para explorar problemas sociais e controvérsias políticas.
Os filmes, peças e romances que usam esse estilo são frequentemente ambientados em área industriais pobres do norte da Inglaterra, e usam o sotaque e as gírias próprias dessa região. O filme It Always Rains on Sunday (1947) é um precursor do gênero, e a peça Look Back in Anger (1956) de John Osborne é creditada como a primeira do gênero. O enérgico triângulo amoroso de Look Back in Anger, por exemplo, se passa num apertado apartamento de um quarto, nas terras médias inglesas. As convenções do gênero continuaram nos anos 2000, encontrando eco em séries televisivas com Coronation Street e EastEnders.
Nas artes, "Kitchen Sink School" foi um termo usado pelo crítico David Sylvester para descrever pintores que representavam cenas da vida quotidiana inspiradas no realismo social.

### Realismo socialista
O Realismo socialista é a escola artística soviética oficial que foi institucionalizada por Josef Stalin em 1934 e que foi posteriormente adotada pelos Partidos Comunistas mundo afora. Esta forma de realismo advogava que a arte de sucesso representa e glorifica a luta do proletariado em direção ao progresso socialista. O Estatuto da União dos Escritores Soviéticos em 1934 afirmamva que o realismo socialista
é o método básico da literatura e crítica literária soviéticas. Demanda a fidedígna, representação da realidade historicamente concreta no seu desenvolvimento revolucionário do artista. Além disso, a representação artistica fidedígna e historicamente concreta da realidade tem de estar ligada com a tarefa da transformação ideológica e educação dos trabalhadores no espírito do socialismo.
A rígida adesão aos pilares supracitados, no entanto, começou a decair após a morte de Stalin quando escritores começaram a expandir os limites do que é possível. Porém, as mudanças foram graduais porque a tradição social realista estava tão enraizada na psique dos literários soviéticos que até mesmo dissidentes seguiam os hábitos deste tipo de composição, raramente desviando de sua forma formal e ideologica. o realismo socialista soviético não surgiu exatamente assim que foi promulgado na União Soviética em 1932 por meio de um decreto que aboliu as organizações de escritores independentes. Este movimento já existia há pelos menos quinze anos e já era notado durante a Revolução Bolchevique. A declaração de 1934 apemas formalizou sua formulação canônica por meio dos discursos de Andrei Jdanov, representante do Comitê Central do Partido.
A definição oficial de realismo socialista tem sido criticada por sua estrutura conflitante. Enquanto o conceito em si é simples, estudiosos divergentes têm dificuldade em reconciliar seus elementos. De acordo com Peter Kenez, "era impossível reconciliar o requerimento teleológico com a apresentação realística," enfatizando que "o mundo poderia ser retratado da forma que é ou que deveria ser de acordo com a teoria, mas as duas obviamente não são as mesmas."

### Naturalismo
O Naturalismo foi um movimento literário da década de 1880 à 1930 que usava o realismo detalhado para sugerir que as condições sociais, hereditariedade, e o ambiente tinham extrema força na formação do caráter humano. Era um movimento maioritariamente não-organizado literary movement que buscava representar a realidade quotidiana de forma crível, em contrapartida a movimentos como o Romantismo ou Surrealismo, em que os temas podem receber um tratamento altamente simbólico, idealistico ou até mesmo sobrenatural.
O naturalismo foi consequência do realismo literário, influenciado pela teoria evolucionista de Charles Darwin. Enquanto o realismo busca descrever os sujeitos da maneira que são, o naturalismo tenta também determinar "cientificamente" as forças, que por detrás (ex., o ambiente ou hereditariedade), influenciam as ações dos sujeitos. Obras naturalistas por vezes incluem temáticas supostamente sórdidas, por exemplo, o tratamento Franco de Émile Zola à sexualidade, também como o pessimismo pervasivo. Obras naturalistas tendem a focar-se nos aspectos mais obscuros da vida, incluindo a pobreza, o racismo, a violência, o preconceito, as doenças, a corrupção, a prostituição, e a imoralidade. Como resultado, escritores naturalistas eram frequentemente criticados por focarem-se excessivamente nos vícios e na miséria humana.

### Verismo
Verismo (do italiano vero, que significa 'verdadeiro, real') foi um movimento literárioitaliano que buscava descrever a realidade. Os principais representantes do gênero foram Giovanni Verga e Luigi Capuana, considerados como autores de um "manifesto" do gênero. Dentre outros expoentes são Matilde Serao e a ganhadora do Prêmio Nobel de 1926 Grazia Deledda. Os protagonistas do gênero eram muitas vezes (mas nem sempre) pessoas pobres, desfavorecidas e com pouca educação, que lutavam contra adversidades. Estes personagens muitas vezes eram oriundos de ambientes populares and seu estilo de vida foi posto em prova pelos progressos que a sociedade experimentava no final do século XIX; estes personagens muitas vezes não conseguem adaptar-se ao progresso. Em outras ocasiões, os protagonistas eram burgueses. O Verismo foi inspirado pelo naturalismo francês, mas divergia deste em um aspecto importante: na verdade, os autores naturalistas eram mais otimistas e acreditavam que a literatura poderia ter uma influência na sociedade e em seu desenvolvimento, portanto imaginavam o papel do escritor como se tivesse responsabilidades morais e isso se refletia em seus trabalhos, onde era comum que os autores fizessem comentários e digressões onde expressavam suas opiniões a respeito das atitudes dos personagens. Isto não ocorre no verismo: na verdade, autores veristas como Giovanni Verga, por via de regra, acreditam que a realidade não pode ser alterada por meio da literatura, então eles não comentam sobre seus personagens e procuram distanciar-se da narrativa, adotando uma perspectiva objetiva e não-intrusiva (e mesmo assim os autores conseguem fazer com que os leitores entendam seu ponto de vista). Uma característica típica do verismo é o uso de linguagem condizente com a condição social do personagem e sua escolaridade: portanto, se os protagonistas da história são por exemplo, mendigos, eles usarão uma linguagem mais popular; personagens pertencente à classe média falarão de forma mais refinada. As obras por vezes apresentam termos derivados do italiano vernacular e regional, especialmente siciliano.

## Críticas
Críticos do realismo afirmam que a representação da realidade não é, por vezes, realista com alguns obseravdores denominando-a "imaginária" ou "um projeto". Este argumento se baseia na ideia de que nós nem sempre percebemos o que é real corretamente. Para apresentar a realidade, nós nos baseamos em nossas memórias e percepções pessoais. No entanto, a realidade lembrada ou vivida nem sempre corresponde à verdade. Invés disso, nós às vezes temos uma versão distorcida da realidade que é somente relacionada com a realidade de fato. O realismo é criticado por sua suposta inabilidade de enfrentar esse desafio e tal falha é vista como equivalente a uma cumplicidade na criação de um processo onde "a natureza artefatual da realidade é negligenciada ou até mesmo escondida." De acordo com Catherine Gallagher, a ficção realista invariavelmente invariably debilita, em prática, a ideologia que se propõe a exemplificar porque se as aparências fossem tão autossuficientes, talvez não houvesse razão para a existência dos romances. Isso pode ser demonstrado no foco que o naturalismo literário dos Estados Unidos da última metade do século XIX tem nas forças maiores que determinam as vidas de seus personagens como retratar as máquinas agrícolas como grandes e terríveis, moendo corpos humanos "entrelaçados" sem piedade. As máquinas foram usadas como metáfora mas contribuíram para a percepção de que tais narrativas fossem mais míticas que reais.
Há alguns críticos que afirmam que o realismo supostamente se define como uma reação aos excessos de gêneros literários como o romantismo e o gótico – que se centram em narrativas exóticas, sentimentais, e sensacionais. Alguns estudiosos começaram a chamar isso um impulso em contradizer-se que no final, o limite que se autoimpõe leva a "ou a representação da verdade comprovável e objetiva ou a verdade meramente relativa, e algo parcial e subjetiva, portanto inexistente."
Alguns críticos afirmam que não há uma forma fixada de realismo. Estes críticos argumentam que não há uma forma pura de realismo e que é quase impossível de encontrar literatura que não seja de fato realista, até certo ponto, e quando se busca pelo realismo puro, ele desaparece. J. P. Stern contrapôs esta posição quando afirmou que essa "frouxidão" ou "desordem" faz o termo indispensável nos discursos comum e literário. Outros descartam o realismo, taxando-o de óbvio e simplista enquanto negam a estética realista, marcando-a como pretensiosa já que é considerada como um mero midiatismo, não como arte, e baseada em metafísicas ingênuas.

## O realismo na França

### Política
A revolução de 1848 pôs fim à monarquia de Luís Filipe I  e, em fevereiro, a Segunda República foi acolhida com entusiasmo, nomeadamente com a proclamação da liberdade de imprensa e do sufrágio universal. No entanto, a liberdade política não durou, a partir de 1848, as manifestações trabalhistas retornaram ao drama.
O fracasso da Revolução pôs fim ao idealismo, às ilusões do período romântico e aos ideais de liberdade, igualdade e fraternidade que ela tinha defendido. Mais tarde, o golpe de Estado de Napoleão III em 2 de dezembro de 1851 transformou a república em Império, permitindo a censura. 
Inicia-se então um período autoritário em que o regime oprime e vigia atentamente a imprensa e a moral pública. As autoridades políticas desconfiam do realismo porque o veem como um movimento que conduz à negação da religião e à propagação da desordem social.

### Condições de produção para escritores
A estética realista, caso seja possível utilizar o termo "estética" para uma corrente literária que vai além do estilo de um ou outro escritor, surge em um momento de efervescência da produção editoral e do crescimento e evolução do público-leitor. Com o avanço da técnica, a edição se desenvolve de modo industrial e a imprensa que se desenvolve nessa época se utiliza da literatura como apelo para aumentar seu número de venda. 
Assim, em 1836, nasce o romance de folhetim, em que trabalho jornalístico e literatura são publicados através do mesmo meio, o jornal, o que permitia que os escritores alcançassem, em comparação com o livro, um número de escritores bem maior. A revolução industrial, o nascimento da classe proletária e os movimentos trabalhistas produzem inspirações ao artistas, como Stendhal ou Flaubert, muito influenciados pelos fait divers [fatos diversos], gênero publicado nos jornais em que se narrava notícias comuns de forma mais próxima da literatura. 

### História
Em meados do século XIX, um movimento em favor do Realismo na literatura veio à tona. Em uma arta dirigida a George Sand, publicada na revista L'Artiste, Champfleury afirma que desconfia do termo: «O nome me horroriza com sua terminação pedante. Tenho medo de escolas [literárias] como a cólera, e minha maior alegria é encontrar indivíduos claramente definidos». Ele retornará a esta questão em seu livro Le Réalisme [O realismo] (1857), contendo também o “ Carta para Madame Sand ".
Em 1856, Louis Edmond Duranty e Jules Assézat publicaram a revista Réalisme supracitada, com números publicados até 1857. Duranty exige que a função do romance é cobrir os vários aspectos da vida :
Muitos dos escritores, não realistas, têm o hábito de desenvolver em suas histórias narrativas da alma, e não dos homens em sua totalidade. Agora, ao contrário, a sociedade aparece com grandes divisões e profissões que moldam o homem e dão-lhe uma fisionomia mais "saliente", ainda que esta seja feita por seus instintos naturais: as principais paixões de um homem estão vinculadas à sua profissão, esta exerce uma pressão sobre suas ideias, seus desejos, seus objetivos e suas ações. .— Duranty

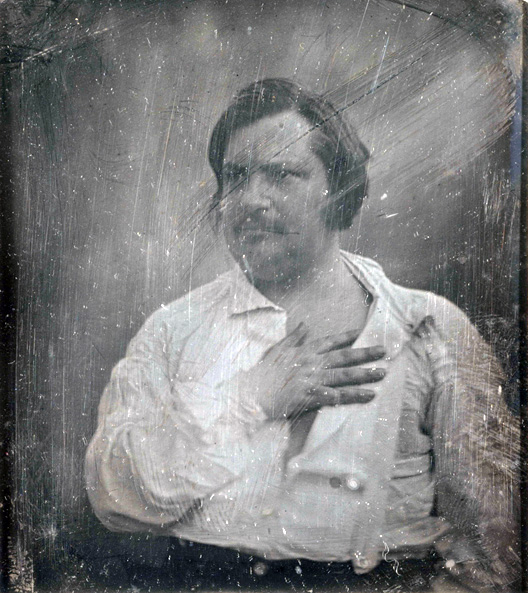
Honoré de Balzac.

Honoré de Balzac é reconhecido como um escritor realista, pois, na grande obra de sua vida, A Comédia Humana, ele se propõe a observar o real com extremo cuidado e precisão e inserir temas e realidades até então ignoradas pela literatura, já que era vista como vulgares ou banais. Seus romances abordam as classes sociais, com prioridade a um retrato da classe burguesa, e a importância do dinheiro para aquela sociedade do século XIX.
Entretanto, grande parte da crítica literária se recusa a categorizar estritamente Balzac como um realista, uma vez que sua narração é muitas vezes atravessada por hipérboles e analogias, como demarca notadamente Albert Béguin. E em outra instância, certas obras de Balzac possuem inspiração fantástica, esotérica e romântica. Os historiadores da literatura veem, então, as obras de Balzac, assim como as de George Sand e Prosper Merimée, como o nascimento do romance moderno.

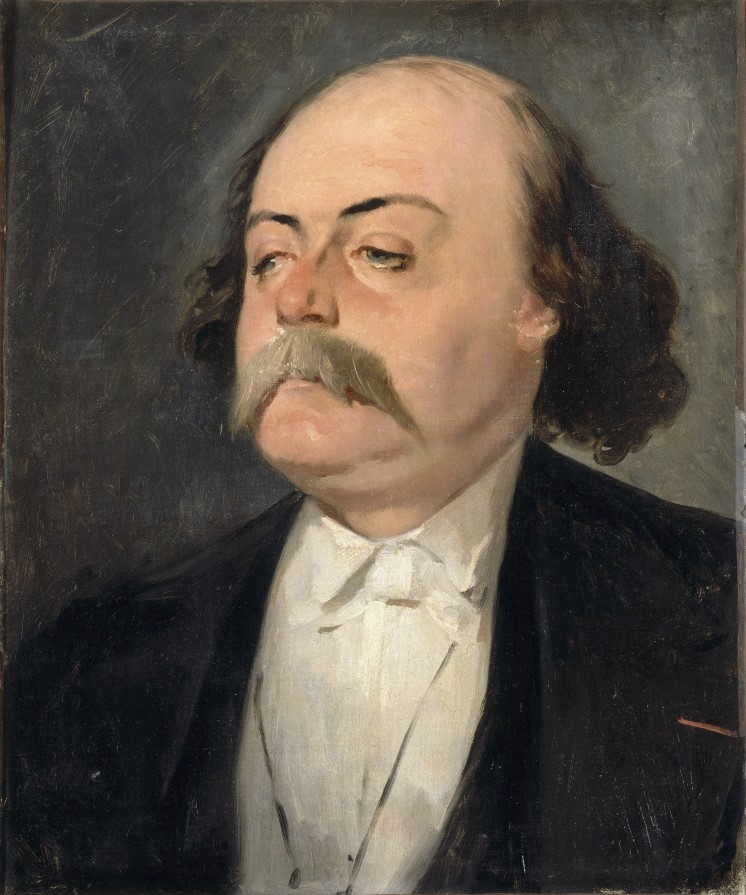
Gustave Flaubert.